# Four Brothers
Four Brothers is een Amerikaanse misdaad-actiefilm uit 2005 onder regie van John Singleton.

## Verhaal
De 60-plusser Evelyn Mercer doet boodschappen in de lokale buurtsupermarkt wanneer deze wordt overvallen door twee gemaskerde en zwaarbewapende mannen. Zij vullen hun zakken en schieten vervolgens winkelier Samir dood. Daarop draaien ze zich om en brengen ook Evelyn om het leven voor ze ervandoor gaan.
Evelyns dood brengt Bobby, Angel, Jack en Jeremiah Mercer voor het eerst in jaren samen in Detroit, waar ze samen opgroeiden. Evelyn wijdde haar leven aan het helpen van kansarme jongeren, maar deze vier jongens werden beschouwd als zodanig uitzichtloos uitschot dat niemand behoefte aan ze had. Daarom adopteerde zij ze alle vier zelf. Zo werden de vier haar zonen, elkaars broers en door haar zo goed en kwaad als het ging opgevoed.
Bobby is de opvliegendste van de vier en is vastbesloten de daders op te sporen. Politie-inspecteurs Green en Fowler hebben hem de stad zien inkomen en verwachten niet anders van hem. Daarom dringen ze er bij hem op aan om de gerechtigde instanties hun werk te laten doen en niet zelf op wraak uit te gaan. Bobby negeert dit verzoek compleet en gaat met Angel en Jack op pad om hardhandig de juiste mensen in hun oude buurt aan het praten te krijgen. Ze hebben de schutters zo in een mum van tijd opgespoord en geëxecuteerd, maar er blijkt meer te spelen dan een uit de hand gelopen roofoverval. Uit de beelden van de beveiligingscamera blijkt dat hun moeder doelbewust is doodgeschoten, zonder dat de daders daar iets anders mee opschoten dan haar overlijden.
De opdrachtgever achter de executie van Evelyn blijkt de lokale misdaadbaas Victor Sweet. Terwijl de broers proberen uit te vissen waarom hij het op haar gemunt had, draagt hij zijn troepen op om de moordenaars van Evelyns beulen op te sporen en uit de weg te ruimen. Er blijkt sprake van corruptie binnen het politiekorps en Angel krijgt te horen dat Jerry $400.000,- kreeg uitgekeerd uit de levensverzekering die hij afsloot op Evelyns naam. Dit zorgt alleen maar voor meer raadsels.

## Rolverdeling
- Mark Wahlberg: Bobby Mercer
- Tyrese Gibson: Angel Mercer
- André Benjamin: Jeremiah Mercer
- Garrett Hedlund: Jack Mercer
- Terrence Howard:  Lt. Green
- Josh Charles: Detective Fowler
- Sofía Vergara: Sofi
- Fionnula Flanagan: Evelyn Mercer
- Chiwetel Ejiofor: Victor Sweet
- Kenneth Welsh: Robert Bradford